# Thể thao & Văn hóa
Báo Thể thao & Văn hóa là tờ báo trực thuộc Thông tấn xã Việt Nam (TTXVN), cơ quan thông tấn nhà nước, có chức năng thông tin về các lĩnh vực thể thao và văn hóa. Hiện nay, Thể thao & Văn hóa bao gồm: ấn phẩm báo ngày (ra từ thứ 2 đến thứ 6 trong tuần), báo điện tử trên trang thethaovanhoa.vn.

## Lịch sử
Báo Thể thao & Văn hóa (TT&VH) được hình thành trên cơ sở tờ Tin mới nhất Espana 82 - tờ tin nhanh đầu tiên của Việt Nam do TTXVN phát hành trong dịp diễn ra Giải vô địch bóng đá thế giới 1982. Việc ra mắt một bản tin hàng tuần về văn hóa, thể dục thể thao đã được thông báo trong số cuối cùng của Espana 82, với mục đích "theo dõi, tìm hiểu về và văn hóa và thể thao thế giới và về “đất nước và con người” ở những vùng đất khác nhau".
Ngày 21 tháng 8 năm 1982, TT&VH số 1 chính thức ra đới, lúc đầu với tên gọi Văn hóa & Thể thao quốc tế. Báo dày 16 trang, phát hành vào ngày thứ bảy hằng tuần. Đến ngày 4 tháng 8 năm 1984, báo chính thức mang tên Thể thao & Văn hóa, phản ánh toàn diện các thông tin về văn hóa, thể thao trong nước và quốc tế. Tiếp nối bản Tin nhanh Espana 82, cứ mỗi 2 năm một lần, báo lại phát hành tin nhanh vào các giải đấu lớn như Giải vô địch bóng đá thế giới (World Cup) và Giải vô địch bóng đá châu Âu (Euro).
Ngày 24 tháng 10 năm 1992, TT&VH lần đầu tiên tăng số trang lên 24 (với 8 trang in màu), và tiếp tục tăng lên 32 trang vào ngày 6 tháng 1 năm 1996. Từ tháng 10 năm 1996, báo xuất bản 2 kỳ mỗi tuần vào ngày thứ ba (24 trang, sau đó nâng lên 32 trang vào tháng 10 năm 1997) và thứ sáu (32 trang), trước khi có thêm một kỳ báo vào ngày thứ bảy từ 2 tháng 4 năm 2005. Trong thời gian này, báo liên tục phát triển mạnh, mở rộng số trang và nội dung theo hướng phong phú và chuyên sâu, trở thành tờ báo hàng đầu trong làng báo thể thao và văn hóa Việt Nam.
Ngày 26 tháng 8 năm 2005, báo ra mắt phụ san Thể thao Văn hóa & Đàn ông, hợp tác với tập đoàn truyền thông Lê. Đây là tạp chí hướng đến đối tượng độc giả là nam giới, đặc biệt là giới trí thức, các nhà doanh nghiệp.
Từ ngày 3 tháng 8 nàm 2007, Thể thao & Văn hóa Cuối tuần phát hành số đầu tiên (xuất bản vào thứ sáu hàng tuần) và từ ngày 6 tháng 8, ra mắt bộ mới phát hành hằng ngày. Đây là bước nhảy vọt về chất trong sự phát triển của TT&VH với sự đổi mới toàn diện về nội dung, hình thức nhưng vẫn nhất quán với phương châm "nhanh nhạy như thể thao, sang trọng như văn hóa. Thông tin nóng hổi, bình luận cá tính".
Ngày 8 tháng 6 năm 2008, TT&VH ra mắt trang thông tin điện tử tại địa chỉ thethaovanhoa.vn nhằm đáp ứng nhu cầu thông tin về Euro 2008. Một tháng sau đó, trang web này chính thức được khai trương. Năm 2010, báo tiếp tục mở rộng biên độ phổ cập thông tin bằng việc thực hiện các chương trình chuyên về thể thao và văn hóa phát sóng hàng ngày trên kênh truyền hình thông tấn VNews, với các bản tin Hành tinh thể thao, Văn hóa toàn cảnh và talkshow Radar Văn hóa
Tháng 1 năm 2016, TT&VH phát hành bộ mới báo giấy gồm 16 trang và ngừng ra báo ngày chủ nhật. Ngày 15 tháng 6 cùng năm, trang thông tin điện tử TT&VH được nâng cấp thành báo điện tử..
Từ năm 2017, báo dừng xuất bản ấn phẩm TT&VH Cuối tuần và nghỉ phát hành báo giấy vào ngày thứ 7.